# José Maria Marques
José Maria Marques foi um administrador colonial português que exerceu o cargo de Governador no antigo território português subordinado à Índia Portuguesa de Timor-Leste entre 1834 e 1839, tendo sido antecedido por Miguel da Silveira Lorena e sucedido por Frederico Leão Cabreira.
De acordo com o Adelino Rodrigues da Costa, ele "foi um governador ponderado e com a iniciativa, por vezes considerado numa pequena escala com o 'Pombal de Díli', porque se lhe deve o primeiro projecto de urbanização da cidade de Díli e de ter levado a cabo outros melhoramentos na cidade, para além de ter procedido a uma importante reorganização administrativa da cidade. Era um homem austero e inteligente que deixou Timor "sob as bençãos da maioria do povo".